# Athroostachys capitata
Athroostachys capitata là một loài thực vật có hoa trong họ Hòa thảo. Loài này được (Hook.) Benth. mô tả khoa học đầu tiên năm 1883.